# Абдулавов Ісламнур Магомедрасулович
Ісламнур Магомедрасулович Абдулавов (рос. Исламнур Магомедрасулович Абдулавов, нар. 7 березня 1994, Махачкала) — російський футболіст, нападник клубу «Окжетпес».

## Ігрова кар'єра
Народився 7 березня 1994 року в місті Махачкала. Починав займатися футболом у республіканській дитячо-юнацькій спортивній школі олімпійського резерву. Сезон 2010/11 провів у спортшколі київського «Динамо».
У 2011 році став гравцем «Анжі». Дебютував за команду 17 серпня 2013 року в матчі проти санкт-петербурзького «Зеніта», замінивши на 67-й хвилині Мехді Карсела-Гонсалеса. Перший гол за «Анжі» забив 6 жовтня 2013 року в матчі проти казанського «Рубіна». Загалом у складі команди провів три сезони, взявши участь у 39 матчах чемпіонату.
Наприкінці липня 2016 року перейшов до «Уфи». Дебютував за нову команду 31 липня 2016 року в матчі проти «Уралу». 30 жовтня 2017 року в домашньому матчі проти «Рубіна», будучи запасним гравцем, отримав жовту картку за сутичку між резервістами клубів.
Так і не ставши основним гравцем вищолігового клубу 22 лютого 2018 року на правах оренди до кінця сезону відправився в нижчоліговий «Том». Дебютував у складі томського клубу 4 березня 2018 року в матчі проти ярославського «Шинника», замінивши на полі Антона Макуріна. Перший гол за томичів забив 24 березня 2018 року в матчі проти «Сибіру». В кінці червня 2018 року перейшов в «Ротор» на правах оренди. 5 лютого 2019 року, покинув клуб.
8 лютого 2019 року Абдулавов підписав угоду з «Томмю» до кінця сезону 2018/19 років, після чого 3 липня 2019 року став гравцем казахського клубу «Атирау», за який забив на своєму дебютному матчі проти «Жетису» 6 липня 2019 року. З командою став фіналістом Кубка Казахстану.
На початку 2020 року став гравцем іншого казахського клубу «Окжетпес».

## Особисте життя
За національністю — кумик. 10 грудня 2016 року одружився. Абдулавов — побожний мусульманин.